# 다류스 송가일라
다류스 송가일라(리투아니아어: Darius Songaila, 1978년 2월 14일~)는 리투아니아의 농구 선수, 지도자로 포지션은 파워 포워드와 센터이다. 현역 시절 전미 농구 협회(NBA)의 새크라멘토 킹스, 시카고 불스, 워싱턴 위저즈, 뉴올리언스 호네츠, 필라델피아 세븐티식서스에서 뛰었으며 리투아니아 국가대표팀의 일원으로 2000년 하계 올림픽 동메달을 획득했다.
현재 NBA의 샌안토니오 스퍼스의 코치로 활동하고 있다.